# Agnicourt-et-Séchelles
Agnicourt-et-Séchelles es una comuna francesa, situada en el departamento de Aisne, de la región de Alta Francia.

## Geografía
Agnicourt-et-Séchelles está situada a orillas del río Serre, a 30 km al noreste de Laon.

## Demografía
| 294 | 248 | 238 | 224 | 209 | 211 | 193 | 207 | 182 |
| Para los censos de 1962 a 1999 la población legal corresponde a la población sin duplicidades (Fuente: INSEE [Consultar]) |     |     |     |     |     |     |     |     |

## Lugares de interés
Iglesias fortificadas de Agnicourt y de Séchelles.